# Изабела Еберхарт
Изабела Вилхелмајн Мари Еберхарт (енгл. Isabelle Wilhelmine Marie Eberhardt; 17. фебруар 1877 — 21. октобар 1904) била је швајцарска књижевница и истраживач. Као тинејџерка, Еберхартова, која је у Швајцарској образовање стекла од оца, објављивала је кратке приче под псеудонимом мушкарца. Почела је да се интересује за северну Африку, и сматрала се искусним писцем о тој теми, упркос томе што је регион упознала само путем кореспонденције. Након позива фотографа Луја Давида, Еберхартова се преселила у Алжир, маја 1897. године. Обукла се као мушкарац и прешла у ислам, усвојивши на крају име Си Махмуд Саади. Неправославно понашање Еберхартове учинило ју је изопаченом међу европским досељеницима у Алжиру и француском администрацијом.
Еберхартову је у чланство примила Кадирија, исламски ред, што је француску администрацију уверило у чињеницу да је она шпијун или агитатор. Убрзо након тога, Изабела је преживела покушај атентата. Године 1901, француска администрација наредила јој је да напусти Алжир, али јој је било дозвољено да се врати наредне године, након што се удала за свог партнера, алжирског војника Селмана Енија. Након њеног повратка, Изабела је писала за новине које је објављивао Виктор Барукан и радила за генерала Ибера Љотеа. Године 1904, у доби од 27 година, Исабела се утопила у поплави у Аин Сефри.
Године 1906, Барукан је почео да објављује њене преостале рукописе, који су добили похвалу критике, тако да је Еберхартова постхумно виђена као заговорница деколонизације, а по њој су назване улице у Бешару и Алжиру. Живот Еберхартове био је предмет неколико радова, укључујући и филм из 1991. године који управо носи назив Изабела Еберхарт, као и опере из 2012. под називом Песма из буке: Животи и смрти Изабеле Еберхарт.

## Биографија

### Младост и породична позадина
Еберхартова је рођена 17. фебруара 1877. године у Женеви, Швајцарска, од оца Алексадра Трофимовског и мајке Натали Мердер (рођене Еберхарт). Трофимовски је био анархист, тутор и бивши православни свештеник који је постао атеиста, а Натали је била незаконита ћерка из породице средње класе, од лутеранског Немца и руске Јеврејке. За Натали се сматрало да представља део руске аристократије, што значи да је њена нелегитимност вероватно била тајна. Она се удала за удовца Павела ди Медера, четрдесет година старијег руског генерала, који је унајмио Трофимовског као тутора за своју децу Николу, Натали и Владимира.
Око 1871. године, Натали је оставила свог мужа, одвела децу и удала се за Трофимовског, који је у исто време напустио своју жену и децу. Они су напустили Русију, отишли у Турску, а потом и у Италију, пре него што су се настанили у Женеви. Наредне, 1872. године, Натали је родила сина Аугустина; Де Мердер, који је тада дошао у Швајцарску, у неуспелом покушају да се помири с Натали, прихватио је сина као свог и дозволио да он носи његово презиме, али су Аугустинова старија браћа и сестре веровала да је Трофимовски ипак био отац. Генерал Де Мердер је преминуо неколико месеци касније, и упркос њиховом раздвајању, тестаментом је обезбедио да Натали прима редован месечни приход од његовог богатства. Породица је остала у Швајцарској, а четири године касније родила се Ебернарт, која је регистрована као Наталина нелегитимна ћерка. Биоград Франсоа д'Оборн нагађао је да је Ебернартин биолошки отац био песник Артур Рембо, који је у то време боравио у Швајцарској. Други историчари сматрају да је то мало вероватно и да је вероватније да је Трофимовски био отац, приметивши да су Натали и Трофимовски били готово нераздвојни, да рођење Ебернарт није негативно утицало на њихово партнерство и да је Ебернарт била Трофимовсково омиљено дете. Биограф Сесили Мекворт нагађала је да је Ебернартина нелегитимност била последица нихилистичких уверења Трофимовског, који је одбацио традиционалне концепте породице.
Еберхартова је била добро образована; заједно са осталом децом у породици, она је имала Трофимовског за кућног учитеља. Она је течно говорила француски, говорила је руски, немачки и италијански, а учила је и латински, грчки и класичан арапски. Студирала је филозофију, метафизику, хемију, историју и географију, иако је била најстраственија за књижевност, читајући радове бројних аутора, укључујући Пјера Лотија, Жана Жака Русоа, Лава Толстоја, Волтера и Емила Золу још док је била тинејџер, а такође је била и обожавалац песника Семјона Надсона и Шарла Бодлера. Још у раним годинама почела је да носи мушку одећу, уживајући у слободи, а њен отац, који није био конформиста, није је обесхрабривао. Деца Де Медера замерила су се њиховом очуху, који им је забрањивао да се баве било чиме, као и да напуштају кућу, и ефикасно их користио као робове како би му омогућили да има савршене вртове. Натали, сестра Еберхартове, против воље Трофимовског се 1888. године удала, па је због тога касније била одсечена од остатка породице. Одлазак Натали имао је дубок утицај на детињство Еберхартове, јер је Натали била задужена за већину кућних активности, те је домаћинство касније патило од недостатка хигијене и редовних оброка.

### Пресељење у Северну Африку
Негде пре 1894. године, Еберхартова је почела да се дописује са Еженом Летором, француским официром који је био смештен у Сахари и који је поставио новински оглас за њу. Еберхартова га је питала за сваки детаљ који јој је он могао дати о животу у Сахари, информишући га притом о својим сновима о бекству из Женеве заједно са својим омиљеним братом Аугустином. Летор је охрабривао ово двоје да се преселе у Бон (данас Анаба), Алжир, где би им он могао помоћи у започињању новог живота. У низу околности које су остале нејасне због разних финансијских дугова и веза са руским револуционарним групама са којима је био повезан, Аугустин је побегао из Женеве 1894. године. Еберхартова му је у томе вероватно помогла у почетку, али убрзо није била у могућности да прати где се он налази, упркос сталним трагањима. Новембра 1894. године, Аугустин је њу писмом обавестио да се придружио француској Легији странаца и да му је додељен Алжир. Иако је у почетку била бесна на Аугустинову одлуку, бес Еберхартове није дуго трајао, па га је замолила да јој пошаље детаљан извештај о свему ономе што је видео у северној Африци.
Током 1895. године, она је објављивала кратке приче у часопису Нови модерни магазин (La Nouvelle Revue Moderne) под псеудонимом Николас Подолински; њено прво дело, Инферналија (Infernalia), говори о физичкој привлачности студената медицине према мртвој жени. Касније те године објавила је Визију Магреба (Vision du Moghreb), причу о северноафричком верском животу. Еберхартова је имала „изванредан увид и знање” о Северној Африци за некога ко је упознат са регионом само путем кореспонденције, а њено писање имало је јаку антиколонијалну тематику. Луј Давид, алжирско-француски фотограф, који је у Швајцарску отпутова заинтригиран њеним радом, упознао се с њом, а након што је чуо за њену жељу да се пресели у Алжир, понудио се да јој помогне да је смести у Бон ако се она тамо пресели. Те 1895. године, он је фотографисао Еберхартову у морнарској униформи, која је током наредних година била увелико повезивана са њом.
Еберхартова се током маја 1897. године преселила у Бон заједно са својом мајком. У почетку су њих две живеле са Давидом и његовом женом, а обоје њих су осуђивали количину времена коју је Еберхартова проводила са Арапима. Еберхартовој и њеној мајци се није свидео Давидов став, који је био типичан за европске досељенике у том подручју, а касније су почеле да избегавају француске становнике те земље, изнајмивши кућу у арапском стилу далеко од европске четврти. Еберхартова, свесна да муслиманка не сме да излази напољу сама и без вела, облачила се у мушкарца, носивши бурнус и турбан. Она се у том периоду посветила наставку учења арапског језика и за пар месеци је исти течно говорила. Она и њена мајка прешле су у ислам. Мекворт пише да је Еберхартова била природни мистик, а чинило се да је њен прелазак у ислам био углавном из практичних разлога, јер јој је то дало веће признање међу Арапима. Еберхартовој је било лако да прихвати ислам; Трофимовски ју је посматрао као фаталисту, а ислам је дао значење њеном фатализму. Она је прихватила исламски концепт да је све предодређено и Божја воља. Иако се Еберхартова у великој мери посветила муслиманском начину живота, често је узимала марихуану и алкохол и имала много љубавника. Према пријатељима, Еберхартова је „пила више од легионара, пушила више хашиша него зависници од хашиша и водила љубав према љубави вођења љубави”. Била је хетеросексуалне оријентације, али је често сексуални однос третирала као безличан. Разлог због ког је њено арапско друштво толерисало њен животни стил често је расправљан међу биографима. Према Мекворту, „деликатна љубазност Арапа” довела их је до тога да Еберхартову посматрају као мушкарца зато што је она желела да живи као мушкарац. Понашање Еберхартове учинило ју је изопштеном од француских досељеника и колонијалне управе, који су је помно посматрали. Не видећи разлог зашто би жена изабрала друштво осиромашених Арапа пре него своје колеге Европљане, они су коначно дошли до закључка да би она могла бити неки енглески агент, који је послат да изазове љутњу према Французима.
Еберхартова је почела да пише приче, укључујући и први нацрт њеног романа Вагабунд (Trimardeur). Њена прича Јасмина (Yasmina), о младој бедуинској жени која се заљубљује у француског официра и о „трагедији коју ова немогућа љубав доноси у њен живот”, објављена је у локалним француским новинама. Њена мајка, која је патила од срчаних проблема, умрла је у новембру 1897. године и била је сахрањена под именом Фатма Манубија. Еберхартова је у том периоду била погођена и тужна. Трофимовски, који је био позван када се здравствено стање њене партнерке погоршало, стигао је у Алжир али тек након њене смрти и није показивао никакве симпатије према Еберхартовој. Када му је она рекла да очајнички жели да умре и врати се мајци, он је мирно одговорио и понудио јој свој револвер, који је она одбила.

### Путовања по Европи
Еберхартова је непромишљено трошила новац у Алжиру, тако да је убрзо исцрпела средства која јој је мајка оставила. Она је често по неколико дана проводила у собицама у којима се пушио хашиш. Аугустин, избачен из Легије странаца због лошег здравља, вратио се у Женеву заједно са Еберхартовом током 1899. године. По повратку су пронашли Трофимовског у лошем здравственом стању, који је боловао од рака грла и који је био погођен губитком Изабелине мајке и свог сина Владимира, који је годину дана пре тога починио самоубиство. Еберхартова се бринула о оцу, приближавајући се полако њему. У том периоду је такође започела везу, а потом се верила за Рехид-бега, јерменског дипломату са којим је била пријатељица и вероватно љубавница још када је имала седамнаест година. Иако је Трофимовски благосиљао ову веридбу, веза се ускоро завршила. Историчар Лесли Бланч распад ове везе приписује томе што је Рехиду био додељен Стокхолм, па је морао да отпутује тамо. Трофимовски је умро маја наредне године, а Бланч као разлог смрти наводи предозирање хлором, којим га је Еберхартова можда намерно еутаназирала. Она је покушала да прода вилу, иако је легитимна жена Трофимовског противила извршењу воље. Након неколико недеља правних спорова, Еберхартова је заложила имовину и вратила се у Африку првим слободним бродом. Са оба родитеља мртва, сматрала је себе слободном од људских везаности и могла је да живи као вагабундо. Еберхартова се одрекла имена своје мајке и себи дала име Си Махмуд Саади. Почела је да носи искључиво мушку одећу и развила мушку личност, говорећи и пишући као мушкарац. Еберхартова се понашала као Арапин, оспоравајући родне и расне норме. Упитана зашто се облачи као арапски мушкарац, она би непрестано одговарала: „Немогуће ми је да радим другачије”. Неколико месеци касније, новац који је Еберхартова поседовала је полако почео да нестаје, тако да се она вратила у Женеву да би продала вилу; због правних проблема она је добила мало или није добила нимало новца.
Охрабрена пријатељем, она је отпутовала у Париз како би постала писац, али није имала пуно успеха. Док је била у Паризу, Еберхартова се срела са удовицом Маркиза де Мореса. Иако је Де Морес наводно био убијен од стране племена Туарега у Сахари, нико није ухапшен за то убиство. Када је његова удовица сазнала да је Еберхартова била упозната са облашћу у којој је њен супруг умро, она је унајмила Еберхартову да истражи његово убиство. Еберхартова је имала доста користи од овог посла, пошто је била у том периоду сиромашна и чезнула за повратком у Сахару. У Алжир се вратила током јула 1900. године, сместивши се у Ел Уед. Према стручњаку за Сахару, Роналду Виктору Кортнију Бодлију, Еберхартова није уложила велики напор у то да истражи Де Моресову смрт; Бодли је ово узео у обзир због комбинације неспремности Француза да сарађују у истрази, као и због фатализма Еберхартове пре него због њеног намерног непоштења. Реч о мутној истрази Еберхартове се на крају вратила удовици Де Мореса, тако да је она касније прекинула финансирање исте.
Еберхартова је убрзо нашла пријатеље у тој области, а срела је и алжирског војника Слимана Енија, у кога се заљубила и са којим је убрзо почела отворено да живи заједно. То је Еберхартову додатно отуђило од француских власти, које су већ биле огорчене због њеног стила живота. Током својих путовања, она је успоставила контакте са Кадиријом, суфијским покретом. Хусеин бен Брахим, вођа реда, био је толико импресиониран знањем Еберхартове и њеној страсти према исламу да ју је иницирао у своју завију без уобичајеног формалног испитивања. Ово је француске власти у потпуности убедило у то да је она енглески шпијун или агитатор, тако да су је ставили на њихову црну листу. Француске власти су Енија пребацили у спахијски пук у Батни, вероватно како би казнили Еберхартову (којој ни на који начин дотад нису могли директно наудити). Превише сиромашна да би му се придружила у Батни, Еберхартова је крајем јануара 1901. године отпутовала у Бехиму како би отишла на састанак Кадирије, где се надала да ће потражити финансијску подршку од Си Лачмија, мурабита. Док је чекала почетак састанка, Еберхартову је напао човек са сабљом и том приликом је задобила површинску рану на глави и дубоку посекотину на левој руци. Њен нападач, Абдалах бен Мухамед, био је надвладан од стране других, а потом ухапшен. Када су га упитали зашто је покушао да убије Еберхартову, он је само понављао: „Бог је тако желео; Бог још увек то жели”. Еберхартова је сумњала да је он био убица кога су унајмиле француске власти. Други овај напад приписују Си Лачмију; Еберхартова је била његова љубавница, која му је досадила, и нагађа се да је он истовремено покушао да је се отараси и да за њено убиство окриви супарничко племе. Следећег дана, Еберхартова је доведена у војну болницу у Ел Уеду. Након што се опоравила до краја фебруара, она се придружила Енију, и то средствима чланова Кадирије који су наградили њено преживљавање, сматрајући га чудом.
Након што је провела два месеца са Енијем у Батни, француске власти су јој наредиле да напусти Северну Африку, не дајући јој никакво објашњење; као имигрант, она није имала другог избора него да се повинује. Ени је тражио дозволу од својих претпостављених да ожени Еберхартову (што би јој омогућило да остане), али је његов захтев био одбијен. Она је почетком маја 1901. године отпутовала у Француску, где је неко време била са Аугустином и његовом женом и ћерком у Марсеју. Средином јуна, позвана је назад у Константин како би сведочила на суђењу њеном нападачу, који је и даље био при својој изјави да му је Бог наредио да је убије, иако је изразио своје кајање према њој. Еберхартова је рекла да се није љутила на Абдалаха, да му је опростила и да се надала да неће бити кажњен. Иако је тужилац тражио смртну казну, Абдалах је добио доживотну казну затвора. Када се суђење завршило, Еберхартова је опет добила наредбу да напусти земљу. Вратила се у Француску да живи са Аугустином, радећи са њим (прерушена у мушкарца) као радник у луци. Аугустинова породица и Еберхартова су живели у ужасном сиромаштву, тако да се њено здравље погоршало и више пута је патила од грознице. Док је била у Марсеју, она је покушала самоубиство, што је био један од неколико покушаја које је начинила током свог живота. Еберхартова је током тог периода наставила са писањем, радећи на неколико пројеката, укључујући и њен роман Trimardeur.
Пријатељ Еберхартове јој је дао писмо препоруке драматичара Ежена Бријеа, који се супротстављао француској владавини у Северној Африци и подржавао арапску еманципацију. Он јој је послао аванс од неколико стотина франака и покушао да објави њене приче, међутим, није успео да нађе никога заинтересованог за објављивање проарапског писања. Еберхартова, незабринута, наставила је да пише; њен морал подигао се када је Ени пребачен у спахијски пук близу Марсеја крајем августа како би завршио последње месеце своје службе. Овог пута није тражио дозволу од својих претпостављених да се ожени у Француској, те су се он и Еберхартова венчали октобра 1901. године. Непосредно пре венчања, Еберхартова и Аугустин су добили обавештење да је имање Трофимовског коначно било продато, али због повећаних правних трошкова није остало новца за наследство. Са овим вестима, Еберхартову је напустила свака нада да ће имати финансијски безбеду будућност. Током фебруара 1902. године Ени је добио отпуст из службе, па се пар вратио у Бон како би живео са својом породицом.

### Каснији живот и смрт
Након што су кратко време живели са Енијевом породицом, пар се преселио у Алжир. Ебернартова се разочарала у Енија, чија је изгледа једина амбиција након напуштања војске била проналажење неквалификованих послова који би му омогућили да живи удобно. Она је у том периоду повећала своје напоре и писала више, а неколико њених кратких прича је тада објављено у локалној штампи. Прихватила је посао у новинама Вести (Al-Akhbar) издавача Виктора Барукана марта 1902. године. Ебернартова је постала редовни сарадник новина, те је почела да објављује свој роман Trimardeur као серијал током августа 1903. године. Полако се спријатељила са Баруканом, иако је он често био фрустриран радном етиком свог новог запосленог. Чланци Еберхартове стизали су нередовно, јер је она писала када је то желела. Њен посао био је слабо плаћен, али је имала бројне бенефите. Кроз Баруканове контакте, она је успела да допре до чувене завије Лале Зејнеба. Еберхартова је нашироко разговарала са Зејнебом о њеном времену, иако никада није открила детаље тог разговора; њихов састанак изазвао је забринутост међу француским властима.
Еберхартова и Ени су се преселили у Тенес током јула 1902. године, након што је Ени тамо добио посао преводиоца. Еберхартова је непоправљиво лоше управљала својим новцем, одмах трошивши све што заради на дуван, књиге и поклоне за пријатеље, тако да је често залагала своје не превише вредне ствари или тражила позајмице када је схватала да нема новца за храну. Ово понашање учинило ју је још већим изгнаником од европских становника тог града. Често би одлазила и не би била недељама кући, понекад одлазивши у Алжир код Барукана или је била слана на различите задатке. У његовим новинама је имала своју редовну колумну, где је писала о животу и обичајима бедуинских племена. Здравље и Енија и Еберхартове се у том периоду погоршало, а она је тада патила од редовних напада маларије. Такође је у том периоду вероватно била заражена сифилисом.
Барукан је послао Еберхартову да извештава о последицама битке код Ел-Муњара која се десила 2. септембра 1903. године. Она је остала са војницима француске Легије странаца и у њиховом седишту је тада упознала Ибера Љотеа, француског официра задуженог за Оран. Ебернартова и Љоте су убрзо постали пријатељи и, захваљујући њеном познавању ислама и арапског језика, она је постала веза између њега и локалних Арапа. Иако Ебернартова никада није престала да протестује против било каквих репресивних акција које је француска администрација предузимала, она је веровала да ће Љотеов приступ, који је био фокусиран на дипломатију, а не на војну силу, донети мир у региону. Иако су детаљи нејасни, опште је прихваћено да је Еберхартова тада била ангажована као Љотеов шпијун. Забринут због моћног марабута у Атласким планинама, Љоте је њу послао да се састане са њим током 1904. године.
У марабутовој завији, Еберхартова је била ослабљена због грознице. Због тога се вратила у Аин Сефру, где је била лечена у војној болници. Напустила је болницу, упркос саветима лекара да остане, и замолила Енија, од кога је била одвојена већ неколико месеци, да јој се придружи. Њих двоје су се срели 20. октобра 1904. године, када су изнајмили малу блатнену кућу. Следећег дана, ту област су задесиле поплаве. Чим се вода повукла, Љоте је покренуо потрагу за њом. Енија су пронашли готово одмах, који је навео да је видео да је Еберхартову однела вода. На основу тих информација, Љоте и његови људи претраживали су неколико дана околину пре него што су одлучили да истраже рушевине куће у којој је пар боравио. Њено тело налазило се сломљено испод једне од потпорних греда куће. Тачне околности њене смрти никада нису откривене. Док су неки биографи изражавали сумње у вези с Енијем, већина њих верује да је уместо тога Еберхартова, која је увек веровала да ће умрети млада, прихватила судбину. Макворт је нагађао да се Еберхартова, након што је покушала да побегне од поплава, окренула и одлучила да се супротстави води. Бланш је, због историје самоубилачких склоности Еберхартове, тврдио да је она вероватно одлучила да остане на том подручју чак и ако је знала да долази поплава. Љоте је сахранио Еберхартову у Аин Сефри и поставио мермерни надгробни споменик, са угравираним њеним усвојеним арапским именом и њеним рођеним именом на француском.

## Наслеђе
У време њене смрти, ствари Еберхартове укључивале су неколико необјављених рукописа. Љоте је својим војницима наредио да потраже све њене папире након поплаве и све што је успео да нађе послао је поштом Барукану. Након што их је реконструсао, стављајући сопствене речи тамо где су недостајале оригиналне или су биле превише уништене да би се прочитале, он је почео да објављује њена дела. Неке радове које је објавио више се сматрају његовим делима него делима Еберхартове. Барукан је на свој рачун такође добио критике због навођења себе као коаутора неких публикација, као и због тога што није разјаснио који делови текстова су били његови. Прва постхумна прича, У топлој сенци ислама (Dans l'Ombre Chaude de l'Islam), добила је позитивне критике када је објављена током 1906. године. Успех ове приче привукао је пажњу на радове Еберхартове и довео је до тога да се она почела сматрати једним од најбољих књижевника инспирисаних Африком. По Еберхартовој је названа улица у Бешару, као и једна у Алжиру. Улица која је у Алжиру названа по њој налазила се на периферији, а један од писаца је тог времена коментарисао је да постоји тужна симболика у томе да улица „почиње у насељеној четврти града и нестаје у пустињи”. Еберхартова је постхумно виђена као заговорница феминизма и деколонизације; према Хедију Абделу Јауаду у Yale French Studies, њен рад је можда заправо представљао и започео процес деколонизације Северне Африке. Однос Еберхартове са Љотеом покренуо је расправе међу савременим историчарима о њеном саучесништву у процесу колонијализма.
Године 1954, аутор и истраживач Сесили Макворт је објавила биографију под називом Судбина Изабеле Еберхарт (The Destiny of Isabelle Eberhardt), након што је пратила њене руте у Алжиру и Сахари. Књига је инспирисала Пола Боулза да преведе нека дела Еберхартове на енглески. Романописац Вилијам Бајер објавио је 1976. године књигу под називом Изабелине визије (Visions of Isabelle), која представља фикционализовани приказ њеног живота. Године 1981, Тимберлејк Вертенбејкер је премијерно извео дело Нове анатомије (New Anatomies), представу о Еберхартовој.
Ебернартова је приказана у два филма. Лесли Торнтон режирала је њену биографију 1988. године под називом Било је невидљивог померања облака (There Was An Unseen Cloud Moving), а у филму је седам аматерских глумица тумачило лик Еберхартове. Други филм, који носи назив Изабела Еберхарт (Isabelle Eberhardt), режирао је 1991. године Ијан Принлг, а главну улогу тумачила је глумица Матилда Меј. Три године касније, музичар Паул Шуце објавио је песму за Принглов филм под називом Изабела Еберхарт: Тражилац заборава (Isabelle Eberhardt: The Oblivion Seeker). Џон Бергер и Нела Биелски су 1998. године објавили књигу Изабела: Прича у хицима (Isabelle: A Story in Shots), сценарио заснован на животу Еберхартове. Миси Мацоли је 2012. године компоновала оперу под називом Песма из буке: Животи и смрти Изабеле Еберхарт (Song from the Uproar: The Lives and Deaths of Isabelle Eberhardt).